# Siofa Ewali
Siofa Ewali is een bestuurslaag in het regentschap Nias Selatan van de provincie Noord-Sumatra, Indonesië. Siofa Ewali telt 481 inwoners (volkstelling 2010).